# Joffreville
Joffreville of Ambohitra is een stad en gemeente in Madagaskar, behorend tot het district Antsiranana II dat gelegen is in de regio Diana. Een volkstelling schatte in 2001 het inwonersaantal op ongeveer 5000 inwoners.
Joffreville is opgericht in 1903 door Franse officieren en is vernoemd naar de militair Joseph Joffre.
De stad biedt enkel lager onderwijs en beperkt middelbaar onderwijs aan. 90% van de bevolking werkt als landbouwer en 8% leeft van de veeteelt. De belangrijkste landbouwproducten zijn koffie, bananen en rijst; de belangrijkste gewassen lychee en groenten. 1% werkt in de industrie of dienstensector.
Er is een lokale luchthaven in de buurt. De gelijknamige berg Ambohitra is ook in de omgeving te vinden. De gemiddelde temperatuur is 28 °C.

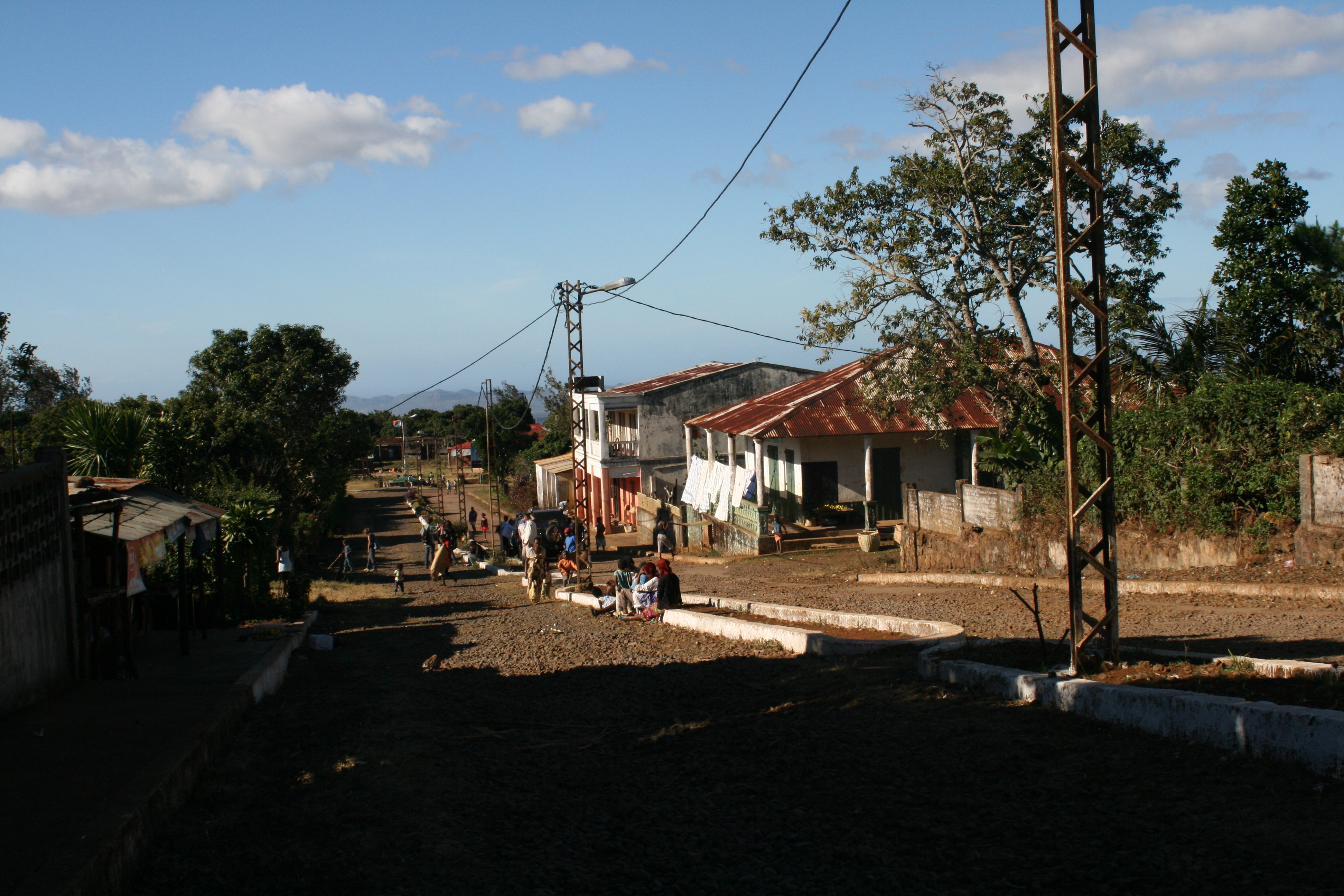